# Lohnsteuer (Österreich)
Die Lohnsteuer ist in Österreich eine besondere Erhebungsform der Einkommensteuer und wird für Einkünfte aus nichtselbständiger Arbeit durch Abzug vom Arbeitslohn erhoben. Ein Arbeitnehmer ist eine natürliche Person, die Einkünfte aus nichtselbständiger Arbeit bezieht; Arbeitgeber ist, wer Arbeitslohn im Sinne des § 25 EStG 1988 ausbezahlt.

## Lohnsteuertarif
Mit dem Steuerreformgesetz 2005 wurde der Steuertarif neu konzipiert und die Berechnungsformeln wurden im Einkommensteuergesetz festgeschrieben (§ 66 EStG 1988).
Die Lohnsteuer wird durch die Anwendung des Einkommensteuertarifes ermittelt. Es wird auf ein Jahreseinkommen hochgerechnet und die Lohnsteuer errechnet. Der sich ergebende Lohnsteuerbetrag wird um die Absetzbeträge gekürzt und durch den Hochrechnungsfaktor dividiert (ein Jahr ist mit 360 Tagen anzusetzen) und auf volle Cent gerundet.
Grundsätzlich ist die Steuer für die jeweilige ungerundete Bemessungsgrundlage exakt zu ermitteln. Allerdings lassen die Lohnsteuerrichtlinien 2002 auch eine Ermittlung des Monatslohnes, der auf ganze Euro gerundet ist, zu, bzw. einen Taglohn, der auf 10 Cent gerundet ist. Diese geringfügigen Abweichungen werden toleriert und bei der Arbeitnehmerveranlagung ausgeglichen.
Mit 1. Jänner 2016 traten in Österreich die neuen Einkommen- und Lohnsteuertarife im Zuge der Steuerreform 2015/2016 in Kraft. Dadurch wurden die Tarifstufen der jährlichen Einkommensteuer geändert.
Seit 1. Jänner 2017 ist es zudem möglich, beim Finanzamt eine antragslose Arbeitnehmerveranlagung (Lohnsteuerausgleich) durchzuführen. Dabei wird kein Formular mehr benötigt. Durch das Finanzministerium wird allen Arbeitnehmern, die in den Jahren zuvor keine Werbungskosten, Sonderausgaben oder außergewöhnliche Belastungen eingereicht haben, der Steuerausgleich automatisch zugestellt. Die antragslose Veranlagung wird automatisch durchgeführt, wenn bis Ende Juni kein Steuerbescheid für das Vorjahr beim Finanzamt eingelangt ist. Ist ein Arbeitnehmer nicht mit diesem automatischen Bescheid einverstanden, kann dieser abgelehnt und stattdessen ein manueller Bescheid eingereicht werden. Hierfür gilt eine Frist von fünf Jahren.
Im Rahmen der ökosozialen Steuerreform wurden 2022/23 Steuersätze abgesenkt: In der 2. Tarifstufe (Einkommensteile über 19.134 EUR bis 32.075 EUR) beträgt der Steuersatz 30 %. In der 3. Tarifstufe (Einkommensteile über 32.075 EUR bis 62.080 EUR) beträgt er 41 % (Stand August 2023).
Seit 1. Januar 2023 werden die Grenzwerte der Tarifstufen jährlich erhöht (Abschaffung kalte Progression). Ab 1. Januar 2024 sinkt auch der Steuersatz für die dritte Tarifstufe auf 40 %. Im Jahr 2024 fällt für Einkommen bis 12.816 Euro keine Lohn- und Einkommensteuer an, von 12.816 bis 20.818 Euro sind es 20 %. Einkommen zwischen 20.818 und 34.513 Euro werden mit 30 % und von 34.513 bis 66.612 Euro mit 40 % besteuert, von 66.612 bis 99.266 Euro sind es 48 %. Einkommen über 99.266 Euro bis einer Million Euro pro Jahr werden mit 50 % und alles darüber mit 55 % besteuert.

## Lohnzahlungszeitraum

Antragsformular für den früheren „Jahresausgleich“, die heutige Arbeitnehmerveranlagung

Das ist jener Zeitraum, für den der Arbeitslohn gezahlt wird. Er darf einen Kalendermonat nicht überschreiten. Beginnt oder endet ein Arbeitsverhältnis während eines Monats, so ist der Lohnzahlungszeitraum der Kalendertag (§ 77 EStG 1988).
Damit hat der Gesetzgeber nur zwei Lohnzahlungszeiträume zugelassen: den Kalendermonat und den Kalendertag. Der Monat ist mit 30 Tagen, das Jahr mit 360 Tagen zu rechnen.

## Ermittlung der Lohnsteuer
Bevor der Lohnsteuertarif angewendet wird, sind folgende Beträge vom Arbeitslohn abzuziehen (Aufzählung auszugsweise - § 62 EStG 1988):
- Pauschbetrag für Werbungskosten
- Pauschbetrag für Sonderausgaben
- Pflichtbeiträge zu gesetzlichen Interessenvertretungen
- Beiträge der Pflichtversicherten in der gesetzlichen Sozialversicherung
- Pendlerpauschale
- Freibeträge aufgrund eines Freibetragsbescheides
- Pauschale Freibeträge für Behinderte

## Steuerbefreiungen
Die folgende Aufzählung erfolgt auszugsweise und führt häufig gewährte Steuerbefreiungen an (§ 3 EStG 1988):
- Beihilfen nach Studienförderungsgesetz und dem Schülerbeihilfengesetz
- Wochengeld
- Arbeitslosengeld
- Notstandshilfe, Kinderbetreuungsgeld, Beihilfen nach dem Arbeitsmarktförderungsgesetz
- Leistungen nach dem Behinderteneinstellungsgesetz
- Familienbeihilfe, Geburtenbeihilfe etc.
- Einkünfte für begünstigte Auslandstätigkeit
- Übliche Sachzuwendungen bei Betriebsveranstaltungen und die Teilnahme an diesen
- Zukunftssicherungszuwendungen bis € 300 jährlich
- Freie oder verbilligte Mahlzeiten, Essensgutscheine